# 애플 M1
애플 M1(영어: Apple M1)은 애플이 자사의 매킨토시 컴퓨터용으로 설계한 최초의 ARM 기반 SoC이다. 4세대 맥북 에어, 5세대 맥 미니, 13인치 5세대 맥북 프로, 5세대 아이패드 프로에 선보였다. 5나노미터 공정을 사용하여 제조된 최초의 개인용 컴퓨터 칩이다. 애플은 저전력 실리콘의, 세계에서 가장 빠른 ARM 기반의 중앙 처리 장치(CPU) 코어, 그리고 세계 최고의 CPU 성능 대 와트를 갖추고 있다고 주장하고 있다.

## 구조
M1에는 4개의 고성능 파이어스톰(Firestorm)과 4개의 저전력(아이스스톰) 코어를 갖추고 있어서 ARM 빅리틀, 인텔의 레이크필드 프로세서와 비슷한 구성을 제공한다. 이 조합을 통해 애플-인텔 아키텍처 기기에서 불가능한 전력 이용 최적화를 가능케 한다. 애플은 이 저전력 코어들이 고성능 코어들의 전력 대비 1/10를 사용한다고 주장한다. 고성능 코어는 192kB의 명령 캐시와 128 kB의 데이터 캐시를 갖추고 있으며 12MB의 L2 캐시를 공유한다. 반면, 저전력 코어는 128kB 명령 캐시, 64kB 데이터 캐시 4MB L2 캐시 공유이다. 아이스스톰 "E 클러스터"(E Cluster)의 주파수는 0.6–2.064 GHz이며 최대 소비전력은 1.3 W이다. 파이어스톰 "P 클러스터"(P cluster)의 주파수는 0.6–3.204 GHz이며 최대 소비전력은 13.8 W이다.
로제타 2 동적 바이너리 변환 기술을 통해 M1이 장착된 제품들은 인텔 x86 CPU용으로 개발된 소프트웨어를 구동할 수 있다.
M1은 4266 MT/s LPDDR4X SDRAM를 사용하며 모든 프로세서 부품이 공유하는 통합 메모리 구성을 따른다. SoC와 RAM 칩은 SiP 디자인으로 실장된다. 8GB 및 16GB 구성을 이용할 수 있다.
M1은 애플이 설계한 8코어(일부 모델은 7코어) 그래픽 처리 장치(GPU)를 통합하고 있으며 애플은 동시에 약 25,000개 스레드를 실행할 수 있으며 16코어 뉴럴 엔진의 전용 신경망 하드웨어는 초당 11조개 명령을 실행할 수 있다고 주장한다. 다른 부품들로는 이미지 신호 프로세서(ISP), NVMe 스토리지, 썬더볼트 4 컨트롤러, 시큐어 인클레이브(Secure Enclave)가 포함된다.

## 종류
아래 표는 Firestorm 및 Icestorm 마이크로아키텍처에 기반한 다양한 SoC를 보여준다.
| 종류     | CPU 코어 (P+E)* | GPU 코어 | GPU EU | 그래픽스 ALU | 뉴럴 엔진 코어 | 메모리 (GB) | 메모리 대역폭 (GB/s) | 트랜지스터 수 |
| -------- | --------------- | -------- | ------ | ------------ | -------------- | ----------- | -------------------- | ------------- |
| A14      | 6 (2+4)         | 4        | 64     | 512          | 16             | 4–6         | 34.1                 | 11.8 billion  |
| M1       | 8 (4+4)         | 7        | 112    | 896          | 16             | 8–16        | 68.3                 | 16 billion    |
| M1       | 8 (4+4)         | 8        | 128    | 1024         | 16             | 8–16        | 68.3                 | 16 billion    |
| M1 Pro   | 8 (6+2)         | 14       | 224    | 1792         | 16             | 16–32       | 204.8                | 33.7 billion  |
| M1 Pro   | 10 (8+2)        | 14       | 224    | 1792         | 16             | 16–32       | 204.8                | 33.7 billion  |
| M1 Pro   | 16              | 256      | 2048   |              | 16             | 16–32       | 204.8                | 33.7 billion  |
| M1 Max   | 10 (8+2)        | 24       | 384    | 3072         | 16             | 32–64       | 409.6                | 57 billion    |
| M1 Max   | 10 (8+2)        | 32       | 512    | 4096         | 16             | 32–64       | 409.6                | 57 billion    |
| M1 Ultra | 20 (16+4)       | 48       | 768    | 6144         | 32             | 64–128      | 819.2                | 114 billion   |
| M1 Ultra | 20 (16+4)       | 64       | 1024   | 8192         | 32             | 64–128      | 819.2                | 114 billion   |

* (성능 + 전력 효율)

## 애플 M1을 장착한 제품

### M1
- 맥 미니 (2020)[11]
- 맥북 에어 (M1, 2020)[12]
- 13인치 맥북 프로 (M1, 2020)[13]
- 아이맥 (24인치, M1, 2021)
- 아이패드 프로 5세대
- 아이패드 에어 5세대

### M1 프로
- 14, 16인치 맥북 프로 (2021)

### M1 맥스
- 14, 16인치 맥북 프로 (2021)
- 맥 스튜디오

### M1 울트라
- 맥 스튜디오

## 같이 보기
- 애플이 설계한 프로세서